# Inmunoglobulina A

Esquema del dímero de inmunoglobulina A que muestra la cadena pesada (azul), cadena ligera de inmunoglobulina (rojo), cadena J (magenta) y componente secretora (amarillo).

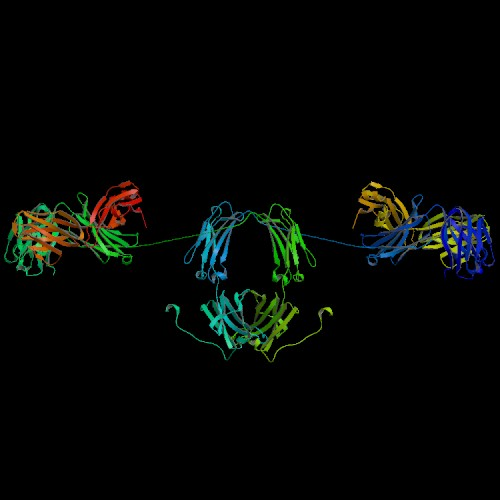
Diagrama de cintas de la estructura molecular de una Inmunoglobulina A, un tipo de Ig secretable.

La inmunoglobulina A (IgA) es la clase predominante de anticuerpo en las secreciones de las mucosas del organismo como saliva, lágrimas, calostro, leche y secreciones respiratorias, gastrointestinales y genitourinarias. En sangre, se encuentra como una molécula monomérica, pero en las mucosas se encuentra en forma dimérica. (IgA secretora)
Evita que los patógenos invasores (virus y bacterias) penetren en el plasma, actuando como una barrera protectora; se une a los antígenos patógenos e impide que se instalen en las mucosas.
La IgA tiene una masa molecular que oscila entre 170.000 y 720.000, ya que forma estructuras poliméricas de la unidad estructural básica; la cadena pesada es del isotipo α, contiene un 7-12% en peso de glúcidos y su concentración en el suero es de 90-420 mg por 100 mL.